# Нулта сума
У теорији игара и економској теорији, нулта сума представља ситуацију у којој добитак или губитак једног учесника тачно одговара губицима или добицима другог (или других) учесника. Другим речима, ако се укупни добици свих учесника саберу, а затим одузму сви губици, збир ће износити нула. Го је пример игре са нултом сумом: немогуће је да оба играча победе. Нулта сума може општије да се посматра као константна сума, где је збир добитака и губитака свих играча једнак некој константној вредности. Супротност представља ненулта сума, која описује ситуацију у којој учесници сабирају своје дубитке или губитке до неке вредности различите од нуле (напредовање једног учесника не мора обавезно да значи назадовање неког другог). Игре са нултом сумом се такође називају строго компетитивним играма.
Својство нулте суме (ако један добија - други губи) значи да је сваки исход ситуације са нултом сумом Парето оптималан (генерално, свака игра у којој су све стратегије Парето оптималне се назива конфликтном игром).
Ситуације у којима сви учесници могу истовремено да добију или изгубе су ситуације са ненултом сумом. Значи, ако нека земља која има вишак банана може да извезе своје банане у неку другу земљу, а да из те друге земље увезе њен вишак јабука, на такав начин да су обе земље профитирале из трговине, ради се о ситуацији ненулте суме. Друге игре са ненултим сумама су игре у којима је збир добитака или губитака свих играча понекад различит од онога са чиме су почели.
Појам нулте суме је развијен у теорији игара, и због тога се ситуације са нултом сумом често називају играма са нултом сумом али ово не значи да се концепт нулте суме, или сама теорија игара, примењује само на оно шта се обично сматра играма.